# Dobrenci
Kmečka povest Dobrenci Jožeta Topolovca se dogaja v Halozah.

## Vsebina
Tinek beži pred Tončem, ki ga hoče pretepsti. Anika in Tinek sta zaljubljena in ves čas tičita skupaj. To ne ustreza Miciki, ki ji je Tinek na skrivaj všeč, a tega ne pokaže naravnost, saj je vdova, ima že 2 otroka in je kar precej starejša od njega. 
Tonč pomaga očetu mlatiti rž, a venomer išče izgovore, da bi lahko odšel. Na tiho obrekuje svojo novo mačeho Gelico, ki se je poročila z njegovim očetom in  k hiši pripeljala svoje otroke, ki jih Tonč ne mara. 
Tonč pretepe Tineka in to tako močno, da mora ta iti v bolnišnico. Obišče ga Micika ter njen sin Stanči. Micika mu sporoči, da je Anika odšla služit na neko kmetijo in da bo potem odšla v samostan. S tem mu tudi namigne, da je naj ne čaka in se raje poroči z Miciko. 
Medtem umre Gustek, Tončev oče. Tonč se po njegovi smrti popolnoma spremeni, hoditi začne v cerkev ter pomaga pri hišnih opravilih.
Micika noče več Tineka, saj se zaljubi v Tonča. Ta se preseli k njej na domačijo, njene otroke pa sprejme za svoje. Tinek in Anika pa razmišljata o poroki.

## Kritike
"Podobno kot haloška vas ni gručasta, ampak razpršena na posamezne domačije, je razpršen tudi Topolovčev prvi roman. Ni glavne osebe, je množica oseb, to je skupinski ali kolektivni roman. Pridružil se je asociacijsko-impresionistični literarni slog. Dobrenci je najbolj mozaično in impresionistično Topolovčevo delo in pisatelj si nič ne prizadeva, da bi se bralec lažje znašel v mnoici oseb." (Milan Dolgan, 2009:671)